# Bernard Deflesselles
Bernard Deflesselles, né le 16 octobre 1953 à Paris, est un homme politique français. 
Membre des Républicains, il est conseiller régional de Provence-Alpes-Côte d'Azur depuis 1992 et député de la neuvième circonscription des Bouches-du-Rhône de 1999 à 2022.

## Biographie

### 1999-2002: premier mandat de député
Il est élu député pour la première fois en 1999, au cours d'une élection partielle, dans la neuvième circonscription des Bouches-du-Rhône, longtemps détenue par le PCF. La précédente élection partielle, qui avait vu l'élection d'Alain Belviso (PCF), lequel avait battu Bernard Deflesselles de 20 voix en 1998, avait été annulée à la suite d'une fraude ayant profité au candidat communiste.

### 2002-2007: deuxième mandat de député
Il est réélu le 16 juin 2002, pour la XIIe législature (2002-2007). Il est nommé membre de la commission de la Défense nationale et des Forces armées.

### 2007-2012: troisième mandat de député
Il est réélu le 10 juin 2007 au premier tour au cours des élections législatives avec 51,83 % des voix.

### 2012-2017: quatrième mandat de député
Réélu lors des élections législatives de 2012, il annonce août suivant qu'il soutient Jean-François Copé lors du congrès pour la présidence de l'UMP.
Il soutient Jean-François Copé pour la primaire française de la droite et du centre de 2016.

### 2017-2022: cinquième mandat de député
Le 4 mars 2017, dans le cadre de l'affaire Fillon, il renonce à soutenir le candidat LR François Fillon à l'élection présidentielle.
En juin 2017, il est réélu député lors des élections législatives,.
Il est alors membre de la Commission des affaires étrangères, de la Commission spéciale chargée d'examiner le projet de loi portant lutte contre le dérèglement climatique et renforcement de la résilience face à ses effets et vice-président de la Commission des affaires européennes.
Il parraine Laurent Wauquiez pour le congrès des Républicains de 2017, scrutin lors duquel est élu le président du parti.
Il est signataire d'un amendement adopté en séance plénière le 15 novembre 2019, qui permettait le maintien de l'huile de palme parmi les agrocarburants jusqu'en 2026,,. L'adoption de l'amendement suscite une vive émotion ; lors d'un second vote le lendemain, le même amendement est rejeté.

### Après l'Assemblée
Deflesselles ne se représente pas pour les législatives de 2022. Il devient secrétaire général de Nous France, le mouvement politique de Xavier Bertrand.

## Mandats
- 18 juin 1995 - 18 mars 2001 : conseiller municipal d'Aubagne (Bouches-du-Rhône)
- 18 décembre 2015 - 29 mai 2017 : vice-président du conseil régional de Provence-Alpes-Côte d'Azur
- 28 mars 1992 - 27 juin 2021 : conseiller régional de Provence-Alpes-Côte d'Azur
- 29 mars 1999 - 21 juin 2022 : député de la 9e circonscription des Bouches-du-Rhône
- depuis le 4 juillet 2020 : conseiller municipal de La Ciotat (Bouches-du-Rhône)[17]